# Cotherstone
Cotherstone is een civil parish in het bestuurlijke gebied Durham, in het Engelse graafschap Durham.